# Véhicule électrique au Japon

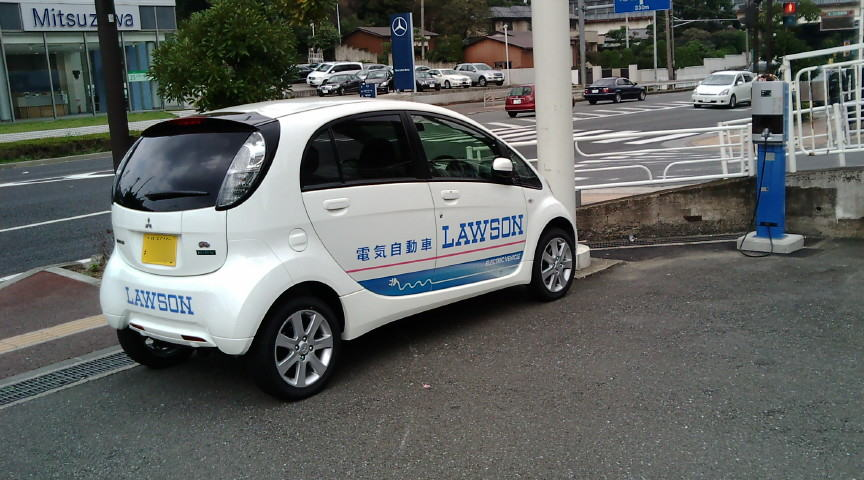
Voiture électrique de Mitsubishi Motors au Japon.

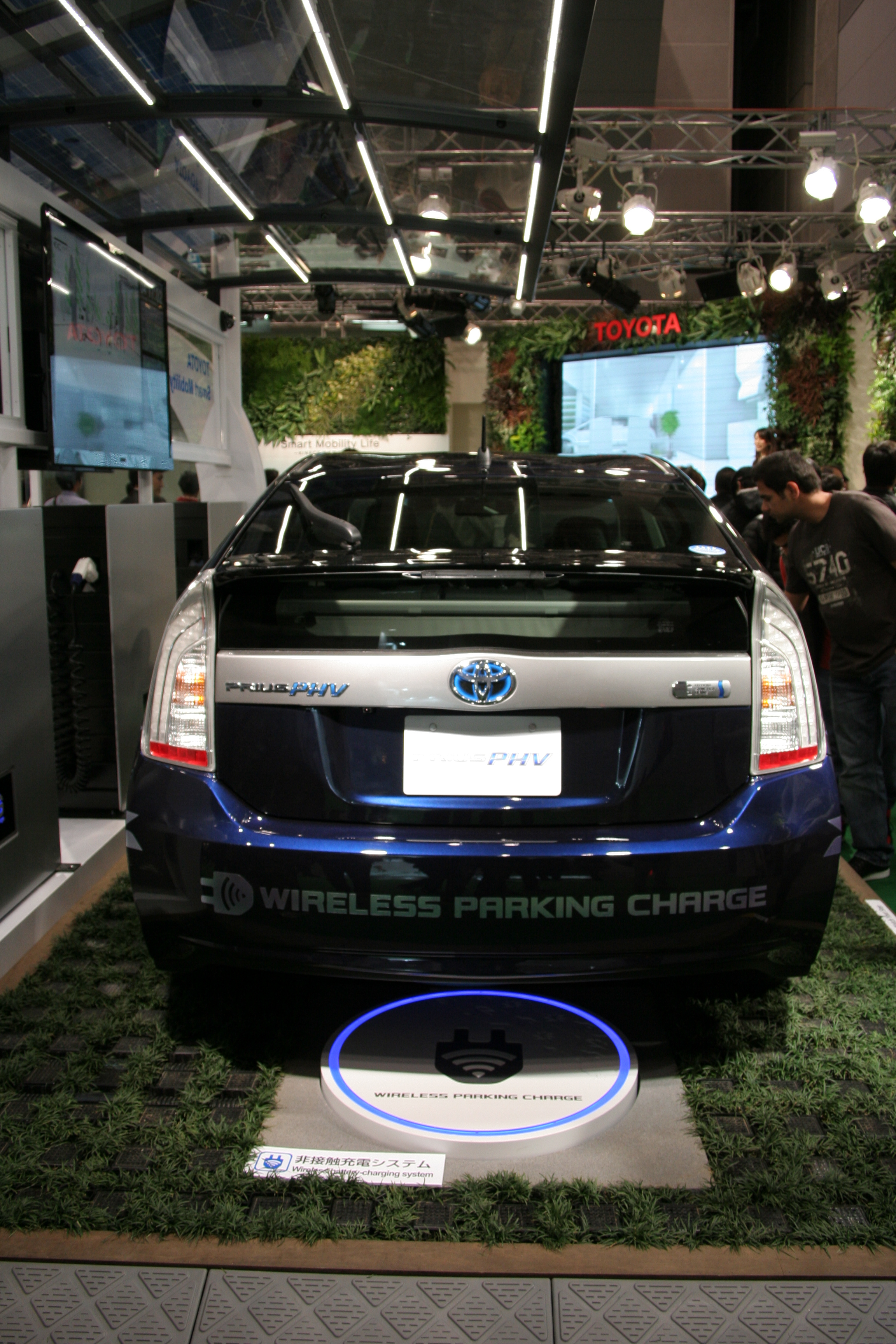
Démonstration d'une recharge sans fil à Tokyo en 2011.

Le véhicule électrique au Japon n'a connu, jusqu'en 2021, qu'un développement très limité : les ventes de voitures électriques en 2023 sont estimées par l'Agence internationale de l'énergie à 88 000 voitures et celles de voitures hybrides rechargeables à 52 000 voitures. Le parc de voitures électriques est estimé à 290 000 voitures et celui de voitures hybrides rechargeables à 250 000 voitures.
Le gouvernement et les constructeurs automobiles japonais ont planifié d'un commun accord, en juillet 2018, la fin des voitures thermiques en 2050.

## Statistiques
Les ventes de voitures électriques en 2023 sont estimées par l'Agence internationale de l'énergie à 88 000 voitures et celles de voitures hybrides rechargeables à 52 000 voitures. Le parc de voitures électriques est estimé à 290 000 voitures et celui de voitures hybrides rechargeables à 250 000 voitures. Le nombre de points de recharge accessibles au public atteint 31 600, dont 9 600 à charge rapide.

## Politique de soutien
En 2013, le gouvernement japonais espère que la part des modèles électriques et hybrides rechargeables atteindra 15 à 20 % des ventes de nouveaux véhicules dans l'archipel en 2020 ; afin de soutenir les efforts des constructeurs, il budgète une subvention de 100 milliards de yens (770 millions d'euros) pour l'année fiscale 2013.
Au Japon, les mairies et préfectures financent jusqu’à 75 % des coûts d’installation de bornes destinées à la recharge publique, jusqu’à 50 % des coûts pour une borne privée. Le Japon comptait déjà en octobre 2013 quelque 3 500 bornes de recharge « normale » et 1 800 stations rapides dans le domaine public.
Le gouvernement et les constructeurs automobiles japonais ont planifié d'un commun accord, en juillet 2018, la fin des voitures thermiques en 2050 ; Toyota avait déjà annoncé cet objectif en 2017 pour ses voitures. Les véhicules utilitaires ne sont pas concernés.

## Bornes de recharge
Dès 2013, les quatre grands constructeurs japonais Toyota, Nissan, Honda et Mitsubishi annoncent un accord pour installer des points de recharge supplémentaires pour véhicules électriques et hybrides rechargeables au Japon ; le Japon a alors seulement quelque 1 700 bornes de recharge rapide et 3 000 bornes publiques normales. Le communiqué commun annonce le déploiement de 4 000 bornes rapides et de 8 000 bornes normales supplémentaires.